# Problema inverso

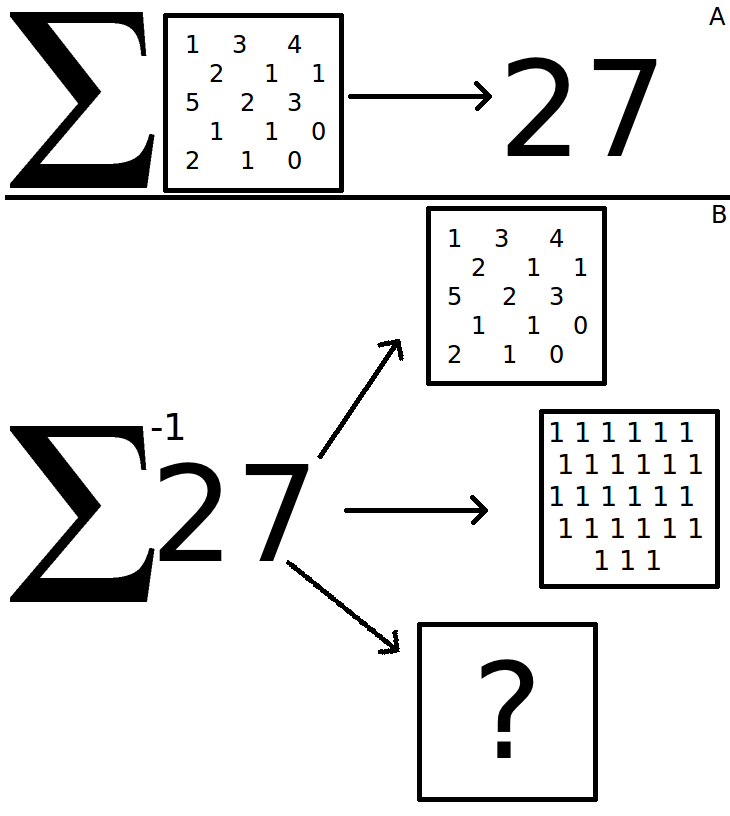
Ejemplo de problema inverso, encontrar una lista de números tal que sumen 27.

Un problema inverso es aquel en donde los valores de algunos parámetros del modelo deben ser obtenidos de los datos observados. El problema inverso aparece en muchas ramas de la ciencia y de las matemáticas.
El problema inverso puede ser formulado como sigue:
Datos → Parámetros del modelo
La transformación de los datos en los parámetros del modelo es el resultado de la interacción de un sistema físico, e.g. la Tierra, la atmósfera, la gravedad, etc. Los problemas inversos surgen en disciplinas tales como geofísica, imagen médica (como por ejemplo en la tomografía axial computerizada), sensores remotos, tomografía acústica oceánica, test no destructivos, astronomía.
Los problemas inversos normalmente son problemas mal planteados, en contraposición con los problemas bien planteados, más usuales cuando se modelan circunstancias físicas donde los parámetros del modelo –o bien sus propiedades materiales– son conocidos. De las tres condiciones de un problema bien planteado, sugeridas por Jacques Hadamard (existencia, unicidad, estabilidad de la solución o soluciones) la condición de estabilidad es la que más a menudo se quebranta. 
En el área de análisis funcional, el problema inverso es representado como una correspondencia entre espacios métricos. Normalmente, los problemas inversos son formulados en espacios de dimensión infinita, pero pueden ser reconvertidos a forma discreta debido a que se dispone de un número finito de medidas, y a que en la práctica se intenta recuperar un número finito de parámetros. En este caso el problema inverso estará normalmente mal condicionado.

Definición más sencilla (tomada de la versión en inglés):
En ciencia, un problema inverso es aquel que parte de los efectos y luego calcula las causas.  Un problema directo empieza con las causas y luego calcula los efectos.
Ejemplo de problema inverso: Averiguar qué leyes rigen el movimiento de los cuerpos celestes.  Resultado: Newton, Kepler, etc.
Ejemplo de problema directo: Conociendo dichas leyes, aplicarlas para determinar la trayectoria de una sonda espacial.

## Problemas inversos lineales
Un problema inverso lineal puede ser descrito por:
{\displaystyle \ d=G(m)}
donde {\displaystyle G} es un operador lineal que describe la relación explícita entre los datos, {\displaystyle d}, y los parámetros del modelo, {\displaystyle m}, y es una representación del sistema físico. En el caso de un problema inverso lineal discreto que describa a un sistema lineal, {\displaystyle d} and {\displaystyle m} son vectores, y el problema puede ser escrito como:
{\displaystyle \ d=Gm}
donde {\displaystyle G} es una matriz.
Un ejemplo central de problema inverso lineal es proporcionado por una ecuación integral de primera clase de Fredholm. 
{\displaystyle d(x)=\int _{a}^{b}g(x,y)\,m(y)\,dy}
Para una {\displaystyle g} suficientemente suave, el operador definido anteriormente es compacto en un espacio de Banach razonable, tales como un espacio Lp. Incluso si la correspondencia es biyectiva su inversa no será continua. Así pequeños errores en los datos {\displaystyle d} son amplificados en la solución {\displaystyle m}. En este sentido el problema inverso de inferir {\displaystyle m} de la medida {\displaystyle d} está mal planteado. Para conseguir una solución numérica, la integral debe ser aproximada utilizando cuadratura y los datos muestreados en puntos discretos. El sistema resultante de las ecuaciones lineales estará mal condicionado.
Otro ejemplo es la inversión de la transformada de Radon. Aquí una función (por ejemplo de dos variables) es deducida a partir de sus integrales a lo largo de todas las líneas posibles. Precisamente este es el problema solucionado en la reconstrucción de imágenes en las tomografías computerizadas de rayos X. Aunque desde un punto de vista teórico muchos problemas inversos lineales se comprenden bien, aquellos relacionados con la transformada Radon y sus generalizaciones presentan muchos retos teóricos en cuestiones tales como la cantidad suficiente de datos, todavía sin resolver. Entre otros problemas, están aquellos que tienen datos incompletos para la transformada con rayos x en tres dimensiones y los problemas relacionados con la generalización de la transformada con rayos en para campos de tensores.

## Problemas inversos no lineales
Una familia de problemas inversos inherentemente más difíciles son los referidos conjuntamente como problemas inversos no lineales.
Los problemas inversos no lineales tienen una relación más compleja entre los datos y el modelo, representados por la ecuación:
{\displaystyle \ d=G(m)}
Aquí {\displaystyle G} es un operador no lineal y no puede ser separado para representar una correspondencia lineal de los parámetros del modelo que forman {\displaystyle m} en los datos. En este tipo de problemas, lo primero que se debe hacer es comprender la estructura del problema y dar una respuesta teórica a las cuestiones de Hadamard (de tal manera que el problema está «solucionado desde el punto de vista teórico»). Una vez hecho esto se sigue con el estudio de la regularización y de las interpretaciones de la evolución de las soluciones con nuevas medidas (probabilísticas o de otro tipo). De ahí que las secciones siguientes correspondientes realmente no se refieren a estos problemas. 
Mientras que los problemas inversos lineales estaban completamente resueltos desde el punto de vista teórico a finales del siglo XIX, solo una clase de problemas no lineales lo estaba antes de 1970: el problema espectral inverso y el de la dispersión inversa (en un espacio de una dimensión), tras el trabajo fundamental de la escuela matemática rusa (Krein, Gelfand, Levitan, Marchenko). Chadan y Sabatier dan un amplio estudio de los resultados en su libro «Inverse Problems of Quantum Scattering Theory» (con dos ediciones en inglés y una en ruso). En esta clase de problemas, los datos son propiedades del espectro de un operador lineal que describe la dispersión. El espectro está formado por autovalores y autofunciones, formando el «espectro discreto», (.....) el espectro continuo. El (....) es que los experimentos sobre la dispersión proporcionan información sólo del espectro continuo, y el conocimiento de su espectro completo es necesario (y suficiente) para recuperar el operador de dispersión. Por lo tanto, tenemos parámetros invisibles, ¡mucho más interesante que el espacio nulo que tiene una propiedad similar en los problemas lineales inversos! Además, existen movimientos físicos donde el espectro de tal operador es conservado con el movimiento. Estos movimientos son regidos por ecuaciones diferenciales parciales especiales, por ejemplo la «Korteveg -de Vries». Si el espectro de un operador es reducido a un único autovalor, el movimiento correspondiente es el de un único golpe que se propaga con velocidad constante sin deformación, una onda solitaria llamada «soliton». Está claro que semejante señal perfecta y sus generalizaciones para la ecuación de Korteweg–de Vries, u otras ecuaciones diferenciales parciales no lineales integrables, son de gran interés, con muchas posibilidades de aplicación, y son actualmente estudiadas como una rama de la física matemática desde 1970. 
Los problemas inversos no lineales se estudian también en muchos campos de las ciencias aplicadas (acústica, mecánica, mecánica cuántica, dispersión electromagnética, en ondas radar, sísmicas, en toda clase de procesado de imágenes, etc).